# Nachal Atarot
Nachal Atarot (hebrejsky: נחל עטרות) je vádí v Judských horách na Západního břehu Jordánu, respektive ve Východním Jeruzalému, který byl po roce 1967 anektován k Izraeli.
Začíná v nadmořské výšce přes 700 metrů na jižním okraji průmyslové zóny Atarot v severní části Jeruzaléma, respektive na území Západního břehu, které Izrael anektoval do městských hranic Jeruzaléma. Fakticky je území připojeno k Izraeli, protože Izraelská bezpečnostní bariéra a palestinské osídlení leží až severně a západě odtud. Vádí směřuje k jihu prudce se zahlubujícím údolím s převážně odlesněnými svahy. Údolím vede i dálniční komunikace Sderot Menachem Begin. Vádí ze západu míjí palestinskou čtvrť Jeruzaléma Bejt Chanina a pak severně od židovské čtvrti Ramat Šlomo ústí zleva do potoka Sorek. Oblast při soutoku je upravena do lesoparku Ja'ar Ramot.